# 20497 Марженка
20497 Марженка (20497 Mařenka) — астероїд головного поясу, відкритий 4 вересня 1999 року.
Тіссеранів параметр щодо Юпітера — 3,176.